# 紀元前112年
紀元前112年（きげんぜん112ねん）は、ローマ暦の年である。

## 他の紀年法
- 干支 : 己巳
- 日本
  - 開化天皇46年
  - 皇紀549年
- 中国
  - 前漢 : 元鼎5年
- 朝鮮
  - 檀紀2222年
- 仏滅紀元 : 433年
- ユダヤ暦 : 3649年 - 3650年

## できごと

### ローマ
- Farnadjomがイベリアの王になった。
- ユグルタがローマ帝国に対して宣戦布告した。

### アジア
- シルクロードが開通した。

## 死去
- 王皇后、漢の景帝の皇后、武帝の生母（* 紀元前173年）